# Выборы в Казанскую городскую думу (2025)
Выборы в Казанскую городскую думу V созыва назначены на 14 сентября 2025 года. Одновременно с выборами депутатов Казанской городской думы пройдут выборы Раиса Республики Татарстан.
На 1 июля 2025 года в Казани правом голоса обладают 927 185 избирателей.

## Избирательная система
В Городскую думу избирается 50 депутатов по смешанной избирательной системе. 25 депутатов избираются по одномандатным округам (мажоритарная система), побеждает набравший большинство голосов. Оставшиеся 25 депутатов избираются по партийным спискам (пропорциональная система), для которых установлен 5%-й барьер, а распределение мест между списками происходит по методу Империали, модифицированным таким образом, чтобы каждый партийный список, преодолевший проходной барьер, получил как минимум один мандат.   Срок полномочий — пять лет.
Обязанности организующей комиссии ещё в 2022 году возложены решением ЦИК Татарстана на одну из территориальных комиссий Казани - Вахитовского района. 30 мая 2025 ТИК Вахитовского района обратилась в ЦИК Татарстана за распределением обязанностей окружных избирательных комиссий по выборам депутатов горсовета между территориальными комиссиями районов города Казани. На саму Вахитовскую ТИК запросила полномочия двух окружных - №№4 и 5.  

## Кандидаты

### Партийные списки
| Номер в бюллетене | Партия | Партия                                    | Первая тройка в общем списке партии                  | Кандидатов в списке | Статус списка       |
| ----------------- | ------ | ----------------------------------------- | ---------------------------------------------------- | ------------------- | ------------------- |
| 4                 |        | Единая Россия                             | Ильсур Метшин • Руслан Галимов • Рустем Хайруллин    | 31                  | Зарегистрирован     |
| 1                 |        | ЛДПР                                      | Леонид Слуцкий • Марат Валиев • Рушан Хасанов        | 8                   | Зарегистрирован     |
| 5                 |        | Справедливая Россия — За правду           | Евгений Зиберт • Виталий Белоусов • Дмитрий Чирков   | 21                  | Зарегистрирован     |
| 2                 |        | Новые люди                                | Айдар Мифтахов • Ангелина Калайда • Рафаэль Шерматов | 25                  | Зарегистрирован     |
| 3                 |        | КПРФ                                      | Фадбир Сафин • Динара Халимдарова • Марк Комаров     | 16                  | Зарегистрирован     |
|                   |        | Российская экологическая партия «Зелёные» | Роман Новиков • Ян Кашкин • Егор Карташов            | 15                  | отказ в регистрации |

### Одномандатные избирательные округа
| Партия | Партия                          | Число выдвинутых кандидатов | Число зарегистрированных кандидатов |
| ------ | ------------------------------- | --------------------------- | ----------------------------------- |
|        | Единая Россия                   | 18                          | 18                                  |
|        | КПРФ                            | 25                          | 25                                  |
|        | ЛДПР                            | 24                          | 24                                  |
|        | Справедливая Россия — За правду | 25                          | 25                                  |
|        | Коммунисты России               | 25                          | 25                                  |
|        | Новые люди                      | 24                          | 24                                  |
|        | Яблоко                          | 1                           | 0                                   |
|        | Самовыдвижение                  | 18                          | 5                                   |
| Всего  | Всего                           | 160                         | 146                                 |

## Результаты

### По одномандатным округам
Жирным курсивов обозначены действующие депутаты по округам